# Margaret Fuller
Sarah Margaret Fuller Ossoli, ameriška novinarka, kritičarka in zagovornica pravic žensk, * 23. maj 1810, Cambridge, Massachusetts, Združene države Amerike, † 19. julij 1850, New York.
Povezana je bila z gibanjem ameriškega transcendentalizma. Bila je prva ameriška literarna kritičarka. Njena knjiga "Woman in the Nineteenth Century" velja za prvo večje feministično delo v ZDA.
Kot deklico jo je izobraževal oče Timothy Fuller, kasneje pa je prejela tudi formalno izobrazbo in postala učiteljica. Še preden se je zaposlila kot učiteljica je leta 1839 začela z vodenjem delavnic, ki so bile organizirane v namen izobraževanja žensk, ki niso imele dostopa do izobraževanja. Leta 1840 je postala prva urednica transcendentalistične revije »The Dial«, nato pa je leta 1844 začela pisati še za revijo »New York Tribune«. Še preden je dopolnila trideset let, je že bila najbolj brana avtorica v Novi Angliji in postala prva ženska, kateri so odobrili dostop do harvardske knjižnice. Njeno najpomembnejše delo "Woman in the Nineteenth Century" je bilo objavljeno leta 1845. Leto kasneje so jo kot prvo dopisnico za "New York Tribune" poslali v Evropo. V Italiji se je vključila v mnoga literarna gibanja in se povezala z Giuseppejem Mazzinijem. Bila je v zvezi z Giovannijem Ossolijem, s katerim je imela otroka. Umrla je leta 1850 v brodolomu.
Zagovarjala je pravice žensk, natančneje pravici do izobraževanja in zaposlitve. Med drugim je bila tudi pobudnica mnogih družbenih reform, kar vključuje zaporno reformo in emancipacijo sužnjev v ZDA. Bila je zgled mnogim aktivistkam za ženske pravice in feminizem, kljub temu pa je veliko njenih sodobnic ni podpiralo. Po njeni smrti je njen vpliv upadel, uredniki revij in časopisov, ki so objavljali njene članke so dela močno cenzurirali ali celo spremenili pred objavo.

## Zgodnje življenje
Margaret je bila rojena v bogato družino kongresnika Timothya Fullerja in Margaret Crane Fuller. Bila je najstarejša hči imela pa je še sestro in dva brata. Pri treh letih in pol jo je oče začel učiti brati in pisati, pri petih pa se je učila latinščine. Dneve je preživljala z mamo, ki jo je učila hišnih opravil. Leta 1817 je bil Timothy Fuller izvoljen za predstavnika v kongresu ZDA, kar je vplivalo tudi na njeno izobraževanje.
Uradno je svojo izobrazbo začela leta 1819 v Port School v Cambridgeportu, nadaljevala pa v Bostonskem Liceju za mlade dame, kjer se je šolala od leta 1821 do 1822. Leta 1824 so jo poslali še v Licej za mlade dame v Groton, iz katerega se je po dveh letih izobraževanja, pri komaj šestnajstih letih, izpisala. Po vrnitvi je doma študirala literarne klasike ter se učila mnogih tujih jezikov.

## Zgodnja kariera
Bila je nadobudna bralka, svoje znanje je izkoristila tako, da je poučevala branje, ves čas pa si je želela, da bi lahko služila z novinarstvom in prevajanjem. Prvo delo, ki ga je objavila je bil odgovor na delo zgodovinarja Georga Bancrofta, ki je bil objavljen novembra 1834 v North American Review. Junija 1835 je s pomočjo Jamesa Freemana Clarke-a objavila prvo literarno kritiko biografij Georga Crabbe-a in Hannah More. 2. oktobra istega leta je za kolero umrl Margaretin oče, kar jo je zelo prizadelo in vplivalo na njeno delo.
V istem časovnem obdobju si ji prizadevala napisati biografijo Johanna von Goetheja, to je želela storiti v Evropi, a je idejo, zaradi očetove smrti, opustila. Leta 1836 se je zaposlila v Bronson Alcott Temple School v Bostonu, kjer je ostala le eno leto, nato pa še dve leti poučevala na Green Street School v Providencu, na Long Islandu. 6. novembra je priredila prvo delavnico med lokalnimi ženskami. Teme so bile umetnost, zgodovina, mitologija, literatura in narava, njen pravi namen pa postaviti ženskam kontroverzni vprašanji »Za kaj smo rojene?" in "Kaj bomo naredile za enakopravnost?«, ki so si ju takrat tako redko zastavile.

## Delo urednice
Oktobra 1839 so ji ponudili položaj urednice transcendentalnega časopisa The Dial. Ponudbo je sprejela 20. oktobra 1839 in začela delati z letom 1840, urednica je bila 2 leti, zanj pa je pisala še 2 leti za tem. Zaradi svoje pomembne vloge pri časopisu je kmalu postala ena najpomembnejših predstavnic transcendentalnega gibanja in bila povabljena na kmetijo Georga Ripleya Brooka, kjer je potekal utopični eksperiment, opazovanje življenja v komuni. Margaret sicer nikoli ni postala del eksperimenta, kljub temu pa je komuno pogosto obiskovala. Poleti leta 1834 je potovala po Severni Ameriki, da bi vzpostavila stik z domorodci. O svojih izkušnjah je pisala v knjigi "Summer on the Lakes," za katero je prejela številne pohvale. Za pisanje knjige je potrebovala podatke o območju Velikih jezer, ki jih je pridobila v Harvardski knjižnici in tako postala prva ženska, kateri so odobrili dostop do Harvardske knjižnice.
Delo "The Great Lawsuit: Man versus Men. Woman versus Women" je bilo napisano v več delih za časopis "The Dial", kasneje ga je dopolnila in preimenovala v "Woman in the Nineteenth Century,". Delo obravnava vlogo ženske v ameriški demokraciji in Margaretino mnenje o njenih možnostih za izboljšanje. Esej je postal eno izmed pomembnejših del za ameriški feminizem in velja za prvo takšno v ZDA.

## Pozna kariera
The Dial je zapustila leta 1844 in se jeseni preselila v New York ter se pridružila časopisu "New York Tribune" kot literarna kritičarka in prva literarna kritičarka zaposlena v ameriškem novinarstvu. 1846 je postala prva ženska urednica revije "NY Tribun". Njen prvi članek objavljen v časniku "NY Tribune" je bil recenzija Emersonovih esejev, ki je izšla 1. 12. 1844. Kasneje je pisala recenzije ne le za ameriško ampak tudi za tujo literaturo, koncerte, umetniške razstave in predavanja. V štirih letih je objavila več kot 250 člankov, ki so obravnavali teme od umetnosti do politike in pravic žensk ter sužnjev. Poleg člankov je objavljala tudi poezijo.
Leta 1846 je odpotovala v Evropo kot dopisnica za NY Tribune. V štirih letih je napisala 37 člankov. Intervjuvala je mnoge evropske pisatelje kot sta George Sand in Thomas Carlyle. 
V Angliji je leta 1846 spoznala Giuseppeja Mazzinija in Giovannija Angela Ossolija. Margaret in Ossoli sta v Firencah živela skupaj, ali sta bila poročena pa ni znano. Zgodaj septembra 1848 se jima je rodil sin Angelo Eugene Philip Ossoli. O svoji zvezi in otroku je domov pisala šele avgusta 1849.
Po obisku Italije je nameravala napisati knjigo o zgodovini Rimskega Imperija in upala da bo v ZDA našla založnika. Sama je verjela, da naj bi bilo to eno njenih najpomembnejši del, a zaradi zgodnje smrti projekta ni uspela končati.
Margaret Fuller je umrla v brodolomu 19. julija 1850, ko se je ladja Elizabeth, s katero sta Margaret in njena družina potovali iz Evrope v ZDA, zadela v peščeno obrežje tik pred New Yorkom.

## Delo in prepričanja
Margaret Fuller imajo nekateri za prvo ameriško feministko. Delovala je kot aktivistka za pravico do izobrazbe žensk in se zavzemala za njihovo politično emancipacijo. Trdila je, da bi si morale ženske izbrati poklic, ki si ga želijo in ne le tistih, ki stereotipno veljajo za ženske poklice. Močno je verjela v sposobnosti vseh žensk na različnih področjih. Kritična je bila zgolj do nekaterih literarnih ustvarjalk svojega časa.
Opozarjala je ženske, naj gradijo lastno samostojnost in poudarjala, da morajo ostati neodvisne tudi, če se poročijo. Veliko pozornosti je namenila tudi razlikam med ženskostjo in moškostjo: verjela je, da je pri obeh spolih tako nekaj ženstvenosti, kot moškosti in da popolnoma feminilne ženska ali popolnoma možati moški ne obstajajo.
Poudarjala je nujnost reform na različnih družbenih področjih (ena takih tem je bila obravnava ljudi v zaporih (predvsem žensk). Borila se je proti rasnemu razlikovanju (tako za pravice afroameričanov kot indijancev). Problematiko ameriških domorodcev je osvetlila v delu “Summer on the Lakes” (1843). Opozarjala je tudi na problematiko brezdomnosti v mestu New York.
Zaradi pomembnosti, ki jo je pripisovala osebni svobodi, blaginji posameznika in ker je verjela v možnost spremembe v družbi, so jo velikokrat označili za predstavnico transcendentalizma. Sama sebe tako nikoli ni označila, ker se ji je zdelo, da se to gibanje preveč ukvarja s posameznikom kot takim, namesto da bi opozarjalo na pomembnost družbenih sprememb in jih soustvarjalo. Skupaj s filozofom Ralphom Waldom Emersonom je delovala pri častnik “The Dial”, v katerem so objavljalitranscendentalisti.
Poleg dela pri časopisih “The Dial” in “New York Tribune” je pisala tudi eseje in poezijo. Njeno najbolj vplivno delo “Woman in the Nineteenth Century “ (1845) je temeljilo na članku, ki ga je izdala v “The Dial” z naslovom "The Great Lawsuit. Man versus Men. Woman versus Women", ki ga je kasneje razširila v ta esej. Ta je kasneje postal eden najpomembnejših feminističnih del.
Prepoznavnost si je Margaret Fuller pridobila s svojo izstopajočo osebnostjo. Bila je samozavestna in zelo hitro je postala agresivna. Mnogi so jo kritizirali, da kvaliteta njenih pisnih del zaostaja za kvaliteto njenih javnih govorov. Kritiki trdijo tudi, da so bili njeni zaključki preveč radikalni in premalo premišljeni, predstavljeni pa na način, ki ne pušča prostora za razpravo.
Kljub vsemu pa je bila Fullerjeva spoštovana, saj je s svojim delovanjem spodbudila mnoga gibanja za ženske pravice. Njena dela so cenjena tudi zaradi njene strastne zavzetosti, s katero se je lotila obravnave različnih družbenih problematik in zaradi njenega poguma pri izpostavljanju perečih družbenih tem. Leta 1995 je prejela tudi obeležje v “National Women's Hall of Fame”.

## Dela
- Summer on the Lakes (1844)
- Woman in the Nineteenth Century
- Papers on Literature and Art